# Les Confessions d'un Italien
Pour les articles homonymes, voir Confession (homonymie).
 (septembre 2023).
Le contenu est difficilement compréhensible vu les erreurs de traduction, qui sont peut-être dues à l'utilisation d'un logiciel de traduction automatique.

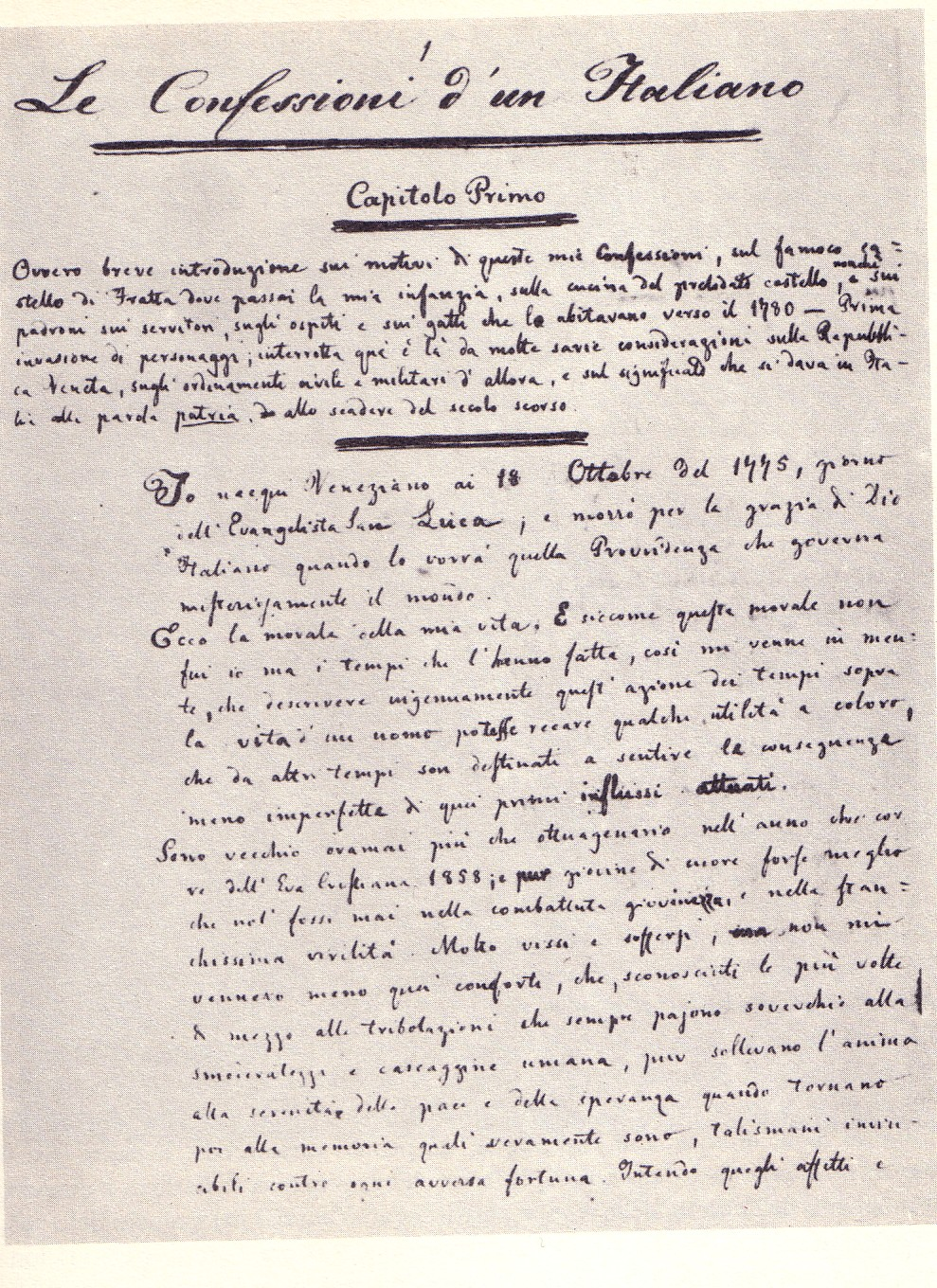
Manuscrit des confessions d’un italien

Les Confessions d’un Italien d'Ippolito Nievo (Le confessioni d’un italiano, en italien) est un roman historique écrit entre décembre 1857 et le mois d'août 1858, mais publié en 1867 (avec le titre Confessioni di un ottuagenario, choisi par l'éditeur Le Monnier), après la mort de l'auteur, en 1861. À l'âge de 26 ans, Ippolito Nievo se place dans la peau d'un octogénaire, pour récrire son enfance et toute sa vie de façon fabuleuse, depuis la fin du XVIIIe siècle, jusqu'en 1855. Le but de l'auteur était de reconstruire, à travers les événements et la maturation du protagoniste Carlo Altoviti, le processus de formation de l'unité italienne.

## La trame de l'histoire
À travers les amours de Carlo Altoviti et de La Pisana, cette épopée décrit la montée des idées nouvelles issues de la Révolution française, les invasions napoléoniennes, la fin de la république de Venise, la trahison de Napoléon et la domination de l'Autriche sur une partie de l'Italie du Nord. Les batailles de Napoléon en Italie et de ses partisans italiens, la naissance de la République parthénopéenne et des autres républiques sœurs en Italie.
Carlino Altoviti, orphelin, passe son enfance chez un riche oncle, le comte de Fratta, dans un château en Frioul. Amoureux d'une cousine de son âge, La Pisana, belle, séduisante et bizarre, Carlo s'enflamme ensuite d'ardeurs patriotiques et libérales. À Venise, il retrouve son père, qui croyait mort. La Pisana épouse un vieux comte, très riche. Volage et pourtant généreuse, elle rejoint à Naples Carlo, qui lutte pour la survie de la République parthénopéenne. À Bologne, assiégée, La Pisana abandonne Carlo, mais elle le revoit ensuite à Venise et le soigne avec amour. Pendant les mouvements libéraux de 1821, Carlo est arrêté, condamné aux travaux forcés et en prison il est frappé de cécité. Exilé, il se rend à Londres, où un ami médecin lui fait retrouver la vue. La Pisana meurt de maladie.

## Analyse
Ce roman possède des inégalités et des déséquilibres dans la conception et le développement du texte. Dans le récit, des idées ironiques alternent des moments d'oratoire, mais les personnages sont décrits avec vivacité et franchise. Sur le langage utilisé dans Les Confessions, Arnaldo Di Benedetto a écrit : « L'ironie ou le sarcasme président à des choix lexicales (ici Nievo donne en général ses meilleures preuves stylistiques) de forte expressivité : il s'agit des métaphores, des hyperboles, ou des dissonances obtenues. Et encore les suffixes jouent un rôle primaire. Venezianesco, dit d'une façon de gouverner, équivaut à permissif, faible ».
Sergio Romagnoli a écrit : « C'est une prose lente, maintenant très vivante, maintenant maladroite [...] L'autographe des "Confessions d'un italien" qui est resté a un ductus minute, posé, dans lequel les erreurs purement mécaniques, c'est-à-dire les évidentes glissements de la plume, sont peu nombreux et non pertinents. L'autographe est certainement une transcription d'une rédaction antérieure perdue et, de plus, étant donné l'uniformité de cet très claire ductus, il se présente comme la transcription définitive ou presque définitive ».

## Éditions
- (it) Le confessioni di un ottuagenario, Florence, Le Monnier, 1867. (Publié en plusieurs éditions)
- (it) Le confessioni d'un ottuagenario ; nuova ed. riveduta sull'autografo e corretta / con prefazione di Dino Mantovani, Milan, Treves, 1889. (Publié en plusieurs éditions)
- (it) Le confessioni di un italiano : (Le confessioni di un ottuagenario) prima edizione critica collazionata sul manoscritto a cura di Fernando Palazzi ; con 232 illustrazioni e 22 tavole fuori testo di Gustavino, Milan, Treves-Treccani-Tumminelli, 1931.
- (it) Le Confessioni d'un italiano ; prefazione di Emilio Cecchi, Turin, Giulio Einaudi, 1942. (Publié en plusieurs éditions)
- (it) Le confessioni d'un italiano ; a cura di Marcella Gorra, Milan, A. Mondadori, 1981.  (Publié en plusieurs éditions, jusqu'au 2011)
- (it) Le confessioni d'un italiano ; introduzione e cura di Sergio Romagnoli; presentazione di Stanislao Nievo ; illustrazioni di Giuseppe Zigaina, Venise, Marsilio, 1990 (ISBN 88-317-5331-2).
- (it) Le confessioni d'un italiano ; a cura di Sergio Romagnoli, Venise, Marsilio, 1998 (ISBN 88-317-7026-8). (Publié en plusieurs éditions)
- (it) Le confessioni d'un italiano ; a cura di Simone Casini, Milan-Parme, Fondazione Pietro Bembo-Guanda, 1999 (ISBN 88-8246-135-1).
- (it) Le confessioni d'un italiano ; introduzione e note di Claudio Milanini, Milan, Fabbri, 2007. (Publié en plusieurs éditions)

### Traductions en français
- Les confessions d'un octogenaire ; traduit de l'italien par Henriette Valot, Paris, Club Bibliophile de France, 1952.
- Les Confessions d'un Italien ; traduit par Michel Orcel, préface de Mario Fusco, Fayard, 2006 (ISBN 2213618607).

### Traductions en anglais
- (en) Confessions of an Italian ; translated by Frederika Randall ; with an introduction by Lucy Riall, London, Penguin Books, 2014 (ISBN 9780141391663).

### Traductions en allemand
- (de) Bekenntnisse eines Italieners ; aus dem Italienischen übersetzt von Barbara Kleiner, Zürich, Manesse Verlag, 2005.

## Adaptations

### Télévision
- 1960 - La Pisana, tiré du roman Les confessions d'un Italien et produit par la RAI. Interprètes : Lydia Alfonsi : Pisana. Giulio Bosetti : Carlino. Autres interprètes : Franca Bettoia, Gian Maria Volonté, Umberto Orsini, Mario Scaccia, Fulvia Mammi. La voix de Napoléon Ier est celle d'Enrico Maria Salerno. Mise en scène : Giacomo Vaccari.